# 廖嬋娥
廖嬋娥（英語：Gladys Liu，1964年4月6日—），澳大利亞自由黨籍华裔政治人物，为前任澳洲联邦国会奇泽姆（Chistolm）选区议员（2019-2022）。

## 生平
她生於英屬香港。就讀於庇利羅士女子中學，毕业于香港理工大学，1985年獲獎學金後到澳洲墨爾本拉筹伯大学留學，並在1992年歸化為澳洲公民，2002年，加入澳大利亚自由黨。
2003年至2015年，其曾經出任中國海外交流協會廣東分會及山東分會的理事，而該協會是屬於中共中央統一戰線工作部，懷疑她與中國共產黨關係密切，立場被指親中。廖嬋娥一度否認事件，但之後又改口，說已與協會斷絕連繫。
她在2019年澳洲聯邦大選中險勝同為華裔的對手楊千慧，獲選為奇泽姆（Chisholm）選區聯邦眾議員，同時成為首位華裔澳洲眾議員。
在2022年的联邦大选中，其尋求連任失敗，輸掉議席予工黨。

## 政見
她政見保守，曾公開反對同性婚姻。2019年7月，廖嬋娥聲援香港的反送中運動，讚揚示威者對民主的熱情及承諾，但後來稱對香港所發生的事感痛心，呼籲以和平對話解決問題。她在一次電視採訪節目中固執地拒絕將中共中央總書記習近平稱作是獨裁者。最開始她迴避問題，最終她說習在他所在的體系裡是一個合法且被選舉上台的領導人。